# 稲葉正夫
稲葉正夫（いなば まさお、1908年〈明治41年〉5月1日 - 1973年〈昭和48年〉10月10日）は、日本の陸軍軍人、戦史研究家。最終階級は陸軍中佐。

## 経歴
- 新潟県村上出身。
- 1930年（昭和05年） : 陸士（第42期）卒。
- 1939年（昭和14年） : 陸大卒。
- 1940年（昭和15年） : 関東軍参謀。
- 1943年（昭和18年）1月 : 陸軍省軍務局軍事課課員、同年11月陸大教官兼任。
- 1944年（昭和19年）3月 : 陸軍中佐となる。
- 1945年（昭和20年）3月 : 大本営参謀。8月のポツダム宣言受諾の際、阿南惟幾陸相名で出された「全軍将兵に告ぐ」の執筆者。
- 戦後、ビルマ国家元首バ・モオを隠したとして戦犯に問われたが釈放された。
- 1955年（昭和30年） : 防衛庁に勤務。
- 1957年（昭和32年） : 戦史室編纂官となり「真田穣一郎日誌」「宇垣一成日記」「杉山メモ」など貴重な文書の収集、戦史室所蔵文書の公刊に努めた。

## 編著
- 朝日新聞社「太平洋戦争への道」全8巻
- みすず書房「現代史資料」の「満州事変」「日中戦争」「大本営」など。